# Vive la liberté (film, 1920)
Pour les articles homonymes, voir Vive la liberté.
Pour plus de détails, voir Fiche technique et Distribution.
Vive la liberté (The Walk-Offs)  est un film américain muet réalisé par Herbert Blaché, sorti en 1920.

## Synopsis
Une jeune femme qui a été humilié, cherche du réconfort auprès de son ami.

## Fiche technique
- Titre français : Vive la liberté
- Titre original : The Walk-Offs
- Réalisation : Herbert Blaché
- Scénario : Fanny Hatton, Frederic Hatton, June Mathis, Andrew Percival Younger
- Producteur : Maxwell Karger
- Production :  Screen Classics Inc.
- Photographie : Arthur Martinelli
- Pays de production :  États-Unis
- Langue : Anglais
- Format : Noir et blanc — 35 mm — 1,33:1 — Son : Muet
- Date de sortie : 
  - États-Unis : février 1920

## Distribution
- May Allison : Kathleen Rutherford
- Emory Johnson : Robert Winston
- Effie Conley : Caroline Rutherford
- Darrell Foss : Schuyler Rutherford
- Joseph Kilgour : Murray Van Allan
- Richard Morris : Juge Brent
- Kathleen Kerrigan : Mary Carter
- Yvonne Pavis : Sonia
- Claire Du Brey : Mrs. Elliott
- Estelle Evans : Mrs. Asterbilt